# Весёлое (Алтайский край)
Весёлое — село в Алтайском крае России. Входит в городской округ город Славгород.

## История
Основано в 1909 году. В 1928 году посёлок Весёлый состоял из 86 хозяйств. Являлся центром Весёловского сельсовета Славгородского района Славгородского округа Сибирского края.

## Население
В 1928 году в посёлке проживало 382 человека (182 мужчины и 200 женщин), основное население — украинцы.
| 1997 | 1998 | 1999 | 2000 | 2001 | 2002 | 2003 |
| ---- | ---- | ---- | ---- | ---- | ---- | ---- |
| 101  | ↘88  | ↘84  | ↗91  | ↘88  | ↗96  | ↘88  |
| 2004 | 2005 | 2006 | 2007 | 2008 | 2009 | 2010 |
| ↘81  | ↘75  | ↘66  | ↗73  | ↘65  | ↘60  | ↘33  |
| 2011 | 2012 | 2013 |      |      |      |      |
| →33  | ↗37  | ↘36  |      |      |      |      |